# Uno Modin
Uno Modin, född 20 februari 1905 i Falköping, död 28 juni 1969 i Trångsund, var en svensk författare som främst skrev ungdomsböcker under eget namn samt under pseudonymer Tony Wickers, Inger Bergå och Marjorie Blyth samt deckare under pseudonym Jack Morris.

## Biografi
Modin föddes i Falköping och genomgick 1933-1935 Brunnsviks folkhögskola och hade sedan anställningar som skogs- och järnvägsarbetare, kontorist och ombudsman. Som politiskt aktiv journalist skrev han på 1930-talet om socialismen och arbetarrörelsen samt om det hotande världskriget. 
Under pseudonym Jack Morris debuterade Modin 1945 i med deckaren Ljuset som slocknat, utgiven i Alibi-magasinet. I nästa bok, Mannen från Chicago, introducerades kommissarie Björn "Nalle" Holt, som sedan blev en återkommande huvudperson och ofta med sällskap av överkonstapel Harry "Falken" Falk. Bland motståndarna kunde finnas mästerförbrytare som "Nyckelaxet". När romanerna var för långa för Alibi-magasinets begränsade sidantal uppdelades berättelserna så att de under olika titlar publicerades i numren efter varandra. 
Under senare år skulle Modin främst bli känd för ungdomsböcker utgivna av bl a B. Wahlströms bokförlag.
Modin var även verksam som ordförande för Sveriges ungdomsförfattarförening samt styrelseledamot i Sveriges författarfond och Fria litterära yrkesutövarnas centralorganisation (FLYCO).

### Jack Morris
- Ljuset som slocknat 1945 (Alibi-magasinet 38)
- Mannen från Chicago 1946 (Alibi-magasinet 2)
- Drama på Pensionat Skogsduvan 1946 (Alibi-magasinet 13)
- Spår i askan 1946 (Alibi-magasinet 22)
- I galgträdets skugga 1946 (Alibi-magasinet 27)
- Skräckexpressen 1946 (Alibi-magasinet 38)
- Detektivfällan 1947 (Alibi-magasinet 1)
- Atom-spionerna 1947 (Alibi-magasinet 7)
- Gåtan i Villa Laguna 1947 (Alibi-magasinet 16)
- Dynamitarden leker kurragömma 1947 (Alibi-magasinet 20)
- Nyckelaxet kommer igen 1947 (Alibi-magasinet 23)
- Fasornas gård 1947 (Alibi-magasinet 33)
- Natten då det hände 1947 (Alibi-magasinet 37)
- Sifferseriens hemlighet 1947 (Alibi-magasinet 45)
- Julnattsjakten 1947 (Alibi-magasinet 51)
- Plexy-mysteriet 1948 (Alibi-magasinet 1)
- Jubileumsdramat 1948 (Alibi-magasinet 6)
- Djungelns lag 1948 (Alibi-magasinet 11)
- Mord på tidningsredaktion 1948 (Alibi-magasinet 28)
- Hemligheten på 'Blå Maneten' 1948 (Alibi-magasinet 33)
- Nyckelaxets stora kupp 1948 (Alibi-magasinet 38)
- Drama på Fenixteatern 1948 (Alibi-magasinet 41)
- Bovarna ordnar nyårsvaka 1949 (Alibi-magasinet 1)
- Fosforörat 1949 (Alibi-magasinet 8)
- Jakten på tågskräcken 1949 (Alibi-magasinet 17)
- Dramat i Kungsträdgården 1949 (Alibi-magasinet 22)
- Förbrytarfällan 1949 (Alibi-magasinet 25)
- Digitalisflaskan 1949 (Alibi-magasinet 28)
- Falkens stora bravad 1949 (Alibi-magasinet 31)
- Falken visar klorna 1949 (Alibi-magasinet 38)
- Svärdfisken 1949 (Alibi-magasinet 43)
- Den svarta fantomen 1949 (Alibi-magasinet 44)
- Cross i klämma 1949 (Alibi-magasinet 47)
- Nyårsnatten 5 minuter i 12 1950 (Alibi-magasinet 1)
- De två hämnarna 1950 (Alibi-magasinet 4)
- Den ödesdigra skatten 1950 (Alibi-magasinet 10)
- Andra ronden 1950 (Alibi-magasinet 11)
- Nattkuriren 1950 (Alibi-magasinet 19)
- Gåtan vid gränsen 1950 (Alibi-magasinet 20)
- Midsommardramat 1950 (Alibi-magasinet 25)
- Nyckelaxet blir gentlemannatjuv 1950 (Alibi-magasinet 40)
- Stortjuven tar farväl 1950 (Alibi-magasinet 41)
- Tjall på linjen 1950 (Alibi-magasinet 47)
- Hämnaren kommer nyårsnatten 1951 (Alibi-magasinet 1)
- S.O.S. i rött 1951 (Alibi-magasinet 7)
- De felande strecken 1951 (Alibi-magasinet 8)
- Blodshämnden 1951 (Alibi-magasinet 12)
- Triangeldramat 1951 (Alibi-magasinet 13)
- Kranietjuven 1951 (Alibi-magasinet 19)
- Charles Hang kommer igen 1951 (Alibi-magasinet 20)
- Den mystiske bilpassageraren 1951 (Alibi-magasinet 27)
- Giftdrottningen 1951 (Alibi-magasinet 28)
- Serpentinmannen 1951 (Alibi-magasinet 34)
- Drama på Nordexpressen 1951 (Alibi-magasinet 43)
- Statymysteriet 1951 (Alibi-magasinet 47)
- Flykten tillbaka 1951 (Alibi-magasinet 48)
- Fjällskräcken stör nyårslugnet 1952 (Alibi-magasinet 1)
- De tre pilarna 1952 (Alibi-magasinet 12)
- Utpressarkungen 1952 (Alibi-magasinet 13)
- Vapentjuvarna 1952 (Alibi-magasinet 22)
- Midsommarmordet 1952 (Alibi-magasinet 26)
- Släktträdets gåta 1952 (Alibi-magasinet 35)
- Mannen med halmgul mustasch 1952 (Alibi-magasinet 42)
- Giftblandaren glömmer inte 1952 (Alibi-magasinet 43)
- Falskmyntarna 1952 (Alibi-magasinet 49)
- Nyårsgästen från U.S.A. 1953 (Alibi-magasinet 1)
- Tre dödsfall på Pelonia 1953 (Alibi-magasinet 13)
- Pistolmannen 1953 (Alibi-magasinet 14)
- Nyårsjakt med döden 1956 (Alibi-magasinet 1)